# Hyorhinomys stuempkei
Hyorhinomys stuempkei é uma espécie de roedor da família Muridae recentemente descoberta, endêmica da ilha de Sulawesi, Indonésia. Descrito como um "rato de nariz de porco", a nova espécie tem como proposta de nome comum por seus descobridores "focinho-de-Sulawesi". A espécie tem dentes incisivos particularmente longos. Excepcionalmente, falta-lhe o ponto de fixação de músculos mastigadores, presumivelmente porque a sua dieta de minhocas e larvas de besouros não exige mastigação vigorosa.
Suas distinções morfológicas de outros musaranhos, na análise filogenética, levou a sua localização como única espécie de um novo gênero, Hyorhinomys.